# G-protein
A G-protein (guanin nukleotid kötő fehérjék) egy fehérjecsalád, ami a sejt külső oldaláról érkező kémiai jelek hatására különböző változásokat idéz elő a sejt belsejében. Ezek a fehérjék számos kémiai anyag hatását közvetítik.
A G-protein-kapcsolt receptorok transzmembrán fehérjék, amik hét transzmembrán doménből állnak. A jelmolekulák (pl. hormonok, neurotranszmitterek) egy adott doménhez kötődnek a receptor külső oldalán. Ezután egy intracelluláris domén aktiválja a G-proteint, ami további vegyületeket aktivál és végül változást okoz a sejtben.
A G-proteinek a foszfátcsoportokhoz kapcsolódnak. Amikor egy G-protein komplexet alkot három foszfátcsoporttal GTP (guanozin-trifoszfát) aktiválódik, ha pedig csak kettő foszfátcsoporttal GDP (guanozin-difoszfát), akkor deaktiválódik.
A G-proteinek az ún. GTPáz enzimek csoportjába tartoznak.

## Funkcióik
A G-proteinek szabályozzák a metabolikus enzimeket, az ioncsatornákat, transzportereket és még a sejtműködés számos folyamatát, mint például kontrollált transzkripció, motilitás, kontraktilitás, szekréció. De szabályoznak még szisztémás funkciókat is, mint az embrionális fejlődés, tanulás és memória, homeosztázis.
Az emberi genom közel 950 G-protein-kapcsolt receptort kódol.